# Central hidroeléctrica Pueblo Viejo
La central hidroeléctrica Pueblo Viejo es un complejo de aprovechamiento hidroeléctrico de dos pequeños ríos ubicados en la provincia de Tucumán, en la Argentina. Está ubicado en el departamento Monteros, unos 30 km al oeste de la ciudad de Monteros y unos 85 km al sudoeste de San Miguel de Tucumán.
Los ríos La Horqueta y Los Reales bajan desde las Cumbres Calchaquíes, y forman en su confluencia el río Pueblo Viejo. Los ríos superiores tienen una fuerte pendiente en todo su trayecto, pero a partir de su confluencia, su pendiente se hace mucho menor, y el valle en que corren se abre en una amplia llanura. Por eso se prefirió captar el agua de ambos afluentes y trasladarla entubada hasta la central hidroeléctrica.
Fue construido por la empresa estatal Agua y Energía Eléctrica en la década de 1960, y privatizado en los años 90 junto con las otras dos centrales de la provincia, siendo adquirido por su actual operador, Hidroeléctrica Tucumán S.A.

## Descripción
Ambos afluentes arrastran grandes rocas durante el verano, cuando se producen fuertes lluvias; la construcción de dos azudes —presas de elevación del nivel de agua para su desvío, que no interrumpen por completo el cauce de los ríos— resultó la solución para el problema habitual de los embalses de la región, que son fuertemente dañados por las rocas y se colmatan fácilmente por el limo y arena arrastrados por el río. Los azudes están empotrados en la roca de dos angostas gargantas donde pasan ambos ríos.
Una primera represa de captación por medio de un azud de roca suelta y toma parrilla ubicado a 1058 m s. n. m. desvía el agua del río La Horqueta a través de un túnel de 1710 m a una segunda represa sobre el río Los Reales. Esta segunda, que consta también de azud y toma parrilla y está ubicada a una cota de 1050 m s. n. m., desvía el caudal de ambos ríos a  través de un túnel de 3858 m a una central hidroeléctrica, que turbina el agua y la libera en el cauce del río Pueblo Viejo, que se forma a partir de la confluencia de los ríos Reales y La Horqueta. Ambas instalaciones con vertederos laterales, que permiten pasar el excedente al río Pueblo Viejo. Aguas abajo, el río Pueblo Viejo desemboca en el río Balderrama, afluente del río Salí.
Ambas represas disponen de desripiadores y desarenadores, que permiten que el agua que se conduce llegue libre de sedimentos gruesos a la usina eléctrica. En Los Reales, un muro guía que separa el azud de la toma es la única construcción de hormigón sobre el lecho del río.
El primer túnel, de 1710 m de largo, tiene una pendiente de 0,25%. El segundo túnel tiene 3360 m de largo, con una pendiente de 1,85% hasta llegar a una columna de equilibrio de 39 m de alto, que estabiliza la presión dentro del último tramo. Éste tiene 498 m, con una pendiente de 45°, y alimenta directamente la central hidroeléctrica; es de acero, protegido exteriormente por hormigón inyectado.
La central hidroeléctrica consiste en una sala de máquinas de 24 m de largo por 10 de ancho, equipada con dos turbinas de eje vertical, con una capacidad instalada total de 15,36 MW. Está ubicada a cota 841 m s. n. m., con lo que el salto resultante es de 217 m, contando desde el azud del río La Horqueta.
Desde su construcción, ha producido un promedio de 42 GWh/año, con un mínimo de 15,6 GWh/año en 1989, y un máximo de 61,3 GWh/año en 1969.
Pese a su importante generación de energía, esta central es considerada un modelo de microcentral hidroeléctrica, que por sus características resultan ventajosas, principalmente por causar un menor daño al medio ambiente, producir energía muy cerca del lugar de consumo —se producen menos pérdidas en el transporte— y tiene costos unitarios menores y entran en producción más rápidamente.